# Зеррін Озер
Зеррін Озер (нар. 4 листопада 1957 р.)  — турецька попспівачка. За велику кількість прихильників її назвали турецькою Дженіс Джоплін. За час своєї творчої діяльності випустила багато творів, які отримали велику популярність, стали хітами. 

## Біографія
Народилася в 1957 році в Анкарі, Туреччина. У період з 1978 по 1980 рік працювала зі Стамбульським оркестром Гелісіма над проєктами джазової та танцювальної музики. У 1980 році Зеррін Озер отримала нагороду "Золотий альбом" за пісню "Gönül". У 1982 році вона дала концерт "Бінбір Гес" ("Тисяча і одна ніч") в Ейфелевій вежі в Парижі, Франція. Через рік Озер виступила у залі «Олімпія» в Парижі. Випустила музичні збірники «Dayanamıyorum» у 1987 році та «Dünya Tatlısı» у 1988 році.  
У 1990 році Зеррін Озер одружилася з Альпер Еналь, але через рік розлучилися.  
В 1991 році отримала нагороду "Найкращий альбом" за альбом "İşte Ben". Її старша сестра Тюлай Озер також співачка і була відома в 1970-х і 1980-х. Записала свій останній альбом у 1993 році. 
У 2000 році Зеррін Озер випустила альбом "Bir Zerrin Özer Arşivi".  
В 2006 році одружилася з Левентом Суреном, розлучилася через два роки. Цього ж року опублікувала автобіографію Bir Sarışın Küçük Kız і виконала пісню "Sev Dedi Gözlerim" ("Мої очі сказали кохання") в "Orhan Gencebay ile Bir Ömür" ("Життя з Орханом Генсебеєм"), музичному альбомі пам'яті Орхана Генджебая. 
Цього ж року помилка лікарів на півтора року прикувала Зеррін Озер до інвалідного крісла.  
16 червня 2019 року артистка пошлюбила на 27 років молодшого Мурата Акінка. Після недовгого шлюбу подала заяву про розлучення. Процес було остаточно завершено 30 січня 2020 року. 

## Дискографія
Альбоми (LP)
- Seni Seviyorum (1980)
- Севгілер (1980)
- Ve Zerrin Özer (1981)
- Gelecek misin (1982)
- Modern Arabesk (1982)
- Mutluluklar Dilerim (1984)
- Kırmızı (1985)
- Evcilik Oyunu (1985) (Вийшов без дозволу артистки.)
- Dayanamıyorum (1987)

Альбоми (CD)
- Dünya Tatlısı (1988)
- Ішта Бен (1990)
- Sevildiğini Bil (1991)
- Olay Olay (1992)
- Zerrin Özer (1996)
- Zerrin Özer '97 (1997)
- Олюрюм Бен Сана (2003)
- Ve Böyle Bir Şey (2005)
- Zerrin Özel (2007)
- Ömür Geçiyor (2007)
- Emanet (2009)

Компіляції
- Bir Zerrin Özer Arşivi (2000)
- Бен (2002) (Вийшов без дозволу артистки.)

Сингли
- "Sizler ve Bizler / Yalvarırım" (1976)
- "Генюль / Яман Олурум" (1979)
- "Dünya Tatlısı" (2001)
- "Єрін Хазир" (2010)
- "Fire" (2010)
- "Alim" (2010)
- "Giden Gitti" (2012)
- "Keşke" (з Енсаром Кантюрк) (2014)
- "Sevda Zindanları" (2014)
- "Yağmurlar (з İlker Özdemir)" (2015)
- "Zerrin Özer ve Saz Arkadaşları" (2016)
- "1 Şarkı 2 Zerrin" (2017)
- "Beni Tanıma" (2018)
- "Arap Kızı"  (з Богемом) (2020)